# Нижнее Мягрозеро
Нижнее Мягрозеро — пресноводное озеро на территории Шуньгского сельского поселения Медвежьегорского района Республики Карелии Республики Карелии.

## Общие сведения
Площадь озера — 1,2 км², площадь водосборного бассейна — 30,3 км². Располагается на высоте 62 метров над уровнем моря.
Форма озера лопастная, продолговатая: оно более чем на два километра вытянуто с северо-запада на юго-восток. Берега каменисто-песчаные, преимущественно возвышенные.
Из северо-западной оконечности озера вытекает безымянный водоток, впадающий в Ванчозеро, сток из которого происходит в Кефтеньгубу Онежского озера.
В юго-восточную оконечность Нижнего Мягрозера впадает короткая протока, вытекающая из Мягрозера.
Острова на озере отсутствуют.
Рыба: щука, плотва, окунь, лещ, налим, ёрш.
Вдоль северо-восточного берега озера проходит просёлочная дорога.
Населённые пункты вблизи водоёма отсутствуют.
Код объекта в государственном водном реестре — 01040100611102000018664.